# Metal Health
| Recensione   | Giudizio    |
| ------------ | ----------- |
| AllMusic     | [ 4 ]       |
| Sputnikmusic | 3.5 (Great) |

Metal Health è il terzo album in studio del gruppo musicale statunitense Quiet Riot, pubblicato l'11 marzo 1983 dalla Pasha Records.
L'album è passato alla storia come il primo album nella storia dell'heavy metal ad aver conquistato la prima posizione nelle classifiche di Billboard. Il disco ha venduto oltre sei milioni di copie nei soli Stati Uniti.

## Tracce
Lato A
1. Bang Your Head (Metal Health) – 5:16 (Carlos Cavazo, Kevin DuBrow, Frankie Banali, Tony Cavazo)
2. Cum On Feel the Noize (cover degli Slade) – 4:49 –
3. Don't Wanna Let You Go – 4:39 (Carlos Cavazo, Kevin DuBrow)
4. Slick Black Cadillac – 4:17 (Kevin DuBrow)
5. Love's a Bitch – 4:06 (Kevin DuBrow)

Lato B
1. Breathless – 3:49 (Carlos Cavazo, Kevin DuBrow)
2. Run for Cover – 3:38 (Carlos Cavazo, Kevin DuBrow)
3. Battle Axe – 1:34 (Carlos Cavazo)
4. Let's Get Crazy – 4:06 (Kevin DuBrow)
5. Thunderbird – 4:43 (Kevin DuBrow)

Edizione CD del 2001, pubblicato dalla Epic Records (EK 85779)
1. Metal Health – 5:16 (Carlos Cavazo, Kevin DuBrow, Frankie Banali, Tony Cavazo)
2. Cum on Feel the Noize (cover degli Slade) – 4:51
3. Don't Wanna Let You Go – 4:42 (Carlos Cavazo, Kevin DuBrow)
4. Slick Black Cadillac – 4:12 (Kevin DuBrow)
5. Love's a Bitch – 4:11 (Kevin DuBrow)
6. Breathless – 3:51 (Carlos Cavazo, Kevin DuBrow)
7. Run for Cover – 3:38 (Carlos Cavazo, Kevin DuBrow)
8. Battle Axe – 1:38 (Carlos Cavazo)
9. Let's Get Crazy – 4:08 (Kevin DuBrow)
10. Thunderbird – 4:43 (Kevin DuBrow)
11. Danger Zone – 5:06 (Kevin DuBrow) – Bonus Track
12. Slick Black Cadillac – 5:14 (Kevin DuBrow) – Bonus Track - Live in 1983

## Singoli ed EP
- Live Riot (EP) (Metal Health, Slick Black Cadillack, Let's Get Crazy, Love's a Bitch)
- Cum on Feel the Noize (b-side: Run for Cover (USA), Thunderbird (AN))
- Metal Health (b-side: Love's a Bitch (live), Cum on Feel the Noize)
- Slick Black Cadillac (live)

## Formazione
- Kevin DuBrow - voce
- Carlos Cavazo - chitarra (marshall amplifiers, charvel guitars)
- Rudy Sarzo - basso (washburn basses, dean markley strings, diamond sound bass bins & roland bass synthesizers)
- Frankie Banali - batteria, timpani, cymbals, congas

Musicisti aggiunti
- Pat Regan - tastiere
- Chuck Wright - basso (brani: Metal Health e Don't Wanna Let You Go)
- Chuck Wright - accompagnamento vocale, cori (brano: Thunderbird)
- Tuesday Knight - accompagnamento vocale, cori (brano: Thunderbird)
- Riot Squad (Kevin DuBrow, Frankie Banali e Carlos Cavazo) - accompagnamento vocale, cori (brano: Let's Get Crazy)
- Spencer Proffer - accompagnamento vocale, cori (brano: Let's Get Crazy)
- Donna Slattery - accompagnamento vocale, cori (brano: Let's Get Crazy)

Note aggiuntive
- Spencer Proffer - produttore
- Registrato (e mixato) al The Pasha Music House di Hollywood, California
- Duane Baron - ingegnere delle registrazioni
- Csaba Petocz e Spencer Proffer - ingegneri delle registrazioni aggiunti
- Jay Vigon - art direction e design
- Quiet Riot - concept
- Stan Watts - illustrazione copertina
- Sam Emerson - fotografia retrocopertina album
- Ron Sobol - fotografie[8]